# Lorna, l'incarnation du désir
Pour les articles homonymes, voir Lorna.
Pour plus de détails, voir Fiche technique et Distribution.
Lorna, l'incarnation du désir (Lorna) est un film américain réalisé par Russ Meyer, sorti en 1964.

## Synopsis

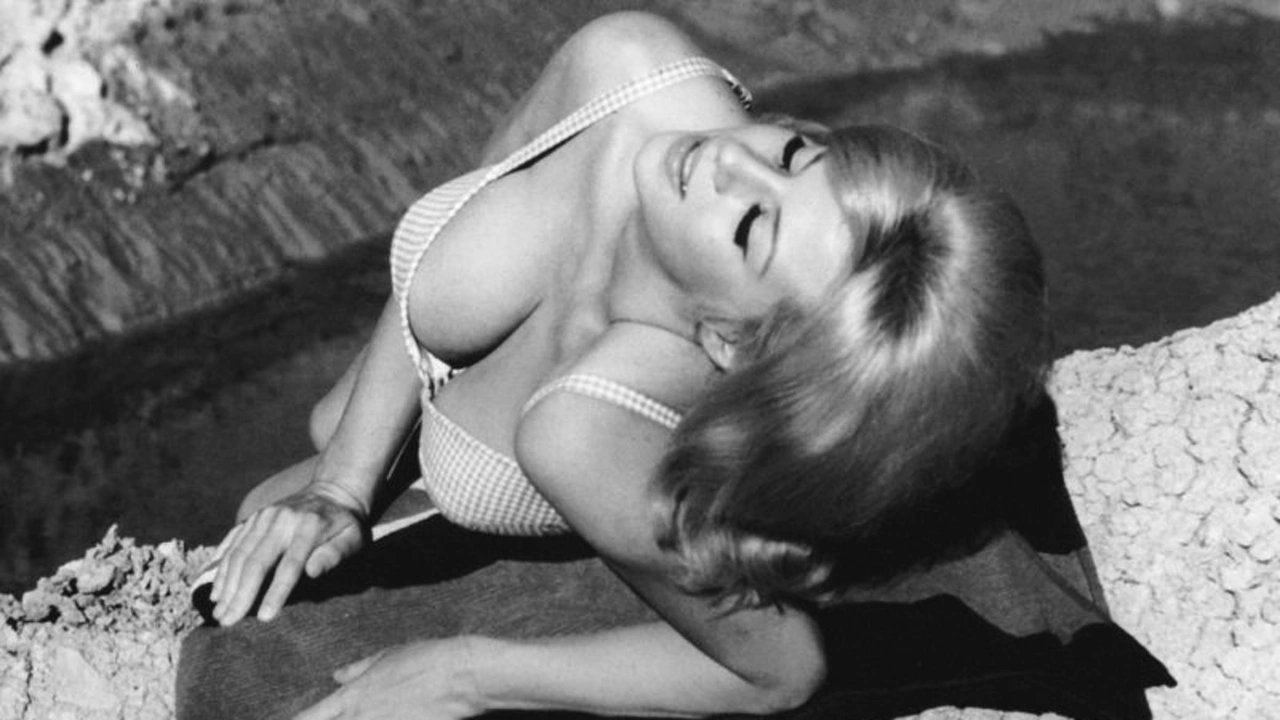
Lorna Maitland dans le film.

La femme d'un mineur de sel a un éveil sexuel à la suite d'un viol et s'éprend d'un détenu en fuite.

## Fiche technique
- Titre : Lorna, l'incarnation du désir
- Titre original : Lorna
- Réalisation : Russ Meyer
- Scénario : James Griffith et Russ Meyer
- Musique : James Griffith
- Photographie : Russ Meyer
- Production : Russ Meyer
- Société de production : Eve Productions
- Société de distribution : Eve Productions (États-Unis)
- Pays :  États-Unis
- Genre : Drame et érotique
- Durée : 78 minutes
- Dates de sortie : 
  -  États-Unis : 11 septembre 1964
  -  France : 15 octobre 1969

## Distribution
- Lorna Maitland : Lorna
- Mark Bradley : l'évadé
- James Rucker : Jim
- Hal Hopper : Luther
- Doc Scortt : Jonah
- Althea Currier : Ruthie
- Fred Owens : Ezra
- Frank Bolger : Silas
- Ken Parker : le pêcheur
- James Griffith : la main de Dieu

## Box-office
Selon Roger Ebert, ce film de sexploitation a presque rapporté 1 million de dollars au box-office.